# Suppositio
Suppositio è una parola latina (derivata dal verbo latino sub-ponere, "mettere una cosa sotto un'altra") usata nella logica medievale per designare la possibilità di un nome di esprimere un significato che può mutare a seconda del contesto in cui il termine è usato nella proposizione. 
Se per esempio si dice: «l'uomo cammina» o «l'uomo è razionale», nel primo caso il nome "uomo" esprime una suppositio che riguarda individui reali, mentre nel secondo esempio il significato di "uomo" è riferito ad un concetto universale. Da ciò ne consegue che la suppositio permetterà di distinguere un discorso scientifico basato su una scienza reale o razionale a seconda che i termini utilizzati siano al posto di realtà concrete o mentali.
La suppositio inoltre permette di accertare la verità di una proposizione quando il soggetto e il predicato stanno al posto di (supponere pro) suppongono la stessa cosa altrimenti si incorre nelle fallacie determinate proprio dalle ambiguità linguistiche.

## Nella logica medievale
Della suppositio scrisse Pietro Ispano (1205 ca. /1220–1277), nel capitolo sesto (De Suppositionibus) del suo Tractatus, meglio conosciuto come Summulae Logicales, in cui il logico portoghese, dopo aver esposto le caratteristiche della logica vetus, ossia della logica aristotelica e di quella del suo interprete Boezio, definiva la nuova dottrina logica terministica.
Dopo di lui Guglielmo di Ockham (1288–1349) distinguerà tre tipi di suppositio:
- materialis, quando un termine si riferisce a se stesso come nome ad es: «cane è un nome di due sillabe» «abbaiare è un verbo»;
- personalis, quando un termine riguarda una realtà individuale («Un cane corre»);
- simplex. quando il termine indica un concetto mentale universale «Cane è una specie».

Un'acuta analisi della suppositio è nell'opera Summulae logicae di Giovanni Buridano (1290 ca.-1358 ca.) che segue, pur non essendo un suo discepolo, la traccia di Ockham sul significato dei termini.